# Juan Adolfo de Sajonia-Lauenburgo
Juan Adolfo de Sajonia-Lauenburgo (22 de octubre de 1626 - Ratzeburgo, 23 de abril de 1646) fue príncipe heredero de Sajonia-Lauenburgo.

## Biografía
Hijo del Duque Augusto de Sajonia-Lauenburgo y su primera esposa Isabel Sofía de Holstein-Gottorp.
Como el primer hijo en sobrevivir desde su nacimiento fue el príncipe heredero del ducado. La esperanza de que Augusto tuviera herederos de su hijos no se pudo lograr porque Juan Adolfo Falleció en 1646 a los 20 años.

## Sucesión
A su padre lo sucedió 10 años después su tío Julio Enrique.
- Datos: Q67162306